# Powiat de Hajnówka
Le powiat d'Hajnówka (en polonais powiat hajnowski) est un powiat appartenant à la Voïvodie de Podlachie dans le nord-est de la Pologne.

## Division administrative
Le powiat comprend 9 communes :
- 1 commune urbaine : Hajnówka ;
- 7 communes rurales : Białowieża, Czeremcha, Czyże, Dubicze Cerkiewne, Hajnówka, Narew et Narewka ;
- 1 commune mixte : Kleszczele.

La commune urbaine d'Hajnówka est bilingue polonais/biélorusse. Dans les autres communes du powiat, à l'exception de Białowieża, le biélorusse est reconnu langue minoritaire.